# Československé parlamentní volby 1946
Volby do Ústavodárného shromáždění Československé republiky se konaly v neděli 26. května 1946. Šlo o první volby v Československu po druhé světové válce, po vysídlení Němců převážně ze Sudet, jediné do nástupu komunistů k moci a bývají označovány jako poslední svobodné demokratické volby na dobu více než čtyřiceti let. Nutno podotknout, že se nejednalo o plně svobodné volby, hlasování se totiž mohly zúčastnit pouze strany Národní fronty, například některým pravicovým stranám nebylo vůbec umožněno kandidovat. Po volbách se navíc nepočítalo s existencí opozice, volby měly pouze určit poměr sil ve vládě Národní fronty. V květnu 2024 právní historik Kamil Nedvědický na konferenci Československo v letech 1945-1948 uvedl, že „z pohledu ústavněprávního a z pohledu volebního práva bylo naprosto zřejmé, že volby v roce 1946 byly nesvobodnými a nedemokratickými volbami v rigidně právním slova smyslu.“
Vítězem voleb se stala Komunistická strana Československa, následovaná Československou stranou národně socialistickou, Československou stranou lidovou, Demokratickou stranou, Československou sociální demokracií a třemi menšími slovenskými stranami.
Volby do Ústavodárného národního shromáždění byly na principech vyjádřených v Programu nové československé vlády Národní fronty Čechů a Slováků (tzv. Košický vládní program), vyhlášeném 5. dubna 1945, který nastolil v Československé republice politický režim regulované demokracie, eufemisticky nazývaný lidová demokracie (viz Třetí republika).

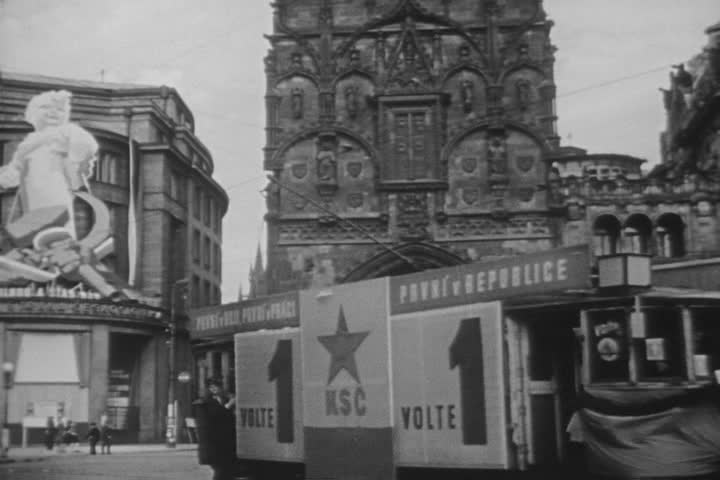
"Volte 1", kampaň KSČ před volbami.

## Kandidáti
V zemi České a Moravskoslezské byla podána jednotná kandidátní listina Národní fronty obsahující po 40 kandidátech za čtyři politické strany (Komunistická strana Československa, Československá strana národně socialistická, Československá sociální demokracie a Československá strana lidová). Dále bylo vyhrazeno 40  kandidátských míst pro zástupce tzv. všenárodních organizací: 10 za Ústřední radu odborů, 8 za Jednotný svaz českých zemědělců, 2 za Ústřední svaz obchodu, 2 za Ústřední svaz řemesel, 4 za Ústřední radu družstev, 3 za Ústřední národní tělovýchovný výbor, 3 za Svaz české mládeže a 8 za jiné významné složky veřejného života.
Na Slovensku byla rovněž vytvořena jednotná kandidátní listina Národní fronty, která obsahovala po 40 kandidátech za obě dvě politické strany povolené na Slovensku (Komunistická strana Slovenska a Demokratická strana). Dále byly stanoveny následující počty: 14 kandidátů za odborové organizace (4 za Ústredie odborových sväzov Slovenska, 4 za Jednotný sväz slovenských roľníkov, 2 za Sväz slovenskej mládeže, 2 za Sväz slovenských žien) a 1 kandidát měl být bezpartajní. 5 kandidátů bylo vyhrazeno Rusínům. Za každého poslance byl zvolen zároveň jeho náhradník.
Jednalo se jen o politické strany, které byly po válce povoleny. V tomto poválečném systému se na rozdíl od parlamentu demokracie První republiky již nepočítalo s vládnoucí stranou či koalicí a opozičními stranami, nýbrž s účastí všech stran ve vládě, ovšem s rozdělením mocenských pozic podle volebních výsledků. Neexistoval 
také systém preferenčních hlasů. Ve volbách byly zavedeny tzv. bílé lístky (nebo také prázdné lístky), které měly být určeny k projevení nesouhlasu s politikou Národní fronty.

## Volební kraje a mandáty
Ve volbách se rozdělovalo 300 mandátů v jednokomorovém Ústavodárném Národním shromáždění. Jednotlivým zemím Československa byl přidělen počet mandátů na základě počtu osob zapsaných v seznamech voličů ke dni 7. května 1946 (země Česká 150, země Moravskoslezská 81 a Slovensko 69 mandátů). Území Československa bylo dále rozděleno na 28 volebních krajů, kterým byl potom přidělen počet mandátů podle počtu odevzdaných platných hlasů ve volbách na základě tzv. zemského mandátového čísla, určeného poměrným způsobem z celkového počtu platných hlasů dané země.

## Výsledky voleb
Krátce před volbami byla volební způsobilost snížena z 21 na 18 let. Ve volbách hlasovalo celkem 7 099 411 voličů. Komunistická strana dosáhla v českých zemích nejlepších výsledků v okresech, odkud bylo vysídleno původní německé obyvatelstvo, nejvíce v okrese Tachov – 70,45% hlasů. I když na Slovensku získala většinu hlasů (61,43%) Demokratická strana, zvolení KSČ v českých zemích znamenalo její zánik a KSČ tak získala moc v celém Československu.

### Celkové výsledky
|                        |                                             |           |       |         |         |
| Strana                 | Strana                                      | Hlasy     | Hlasy | Mandáty | Mandáty |
| Strana                 | Strana                                      | Počet     | %     | Počet   | ±       |
|                        | Komunistická strana Československa          | 2 205 697 | 31,1  | 93      | +63     |
|                        | Československá strana národně socialistická | 1 298 980 | 18,3  | 55      | +27     |
|                        | Československá strana lidová                | 1 111 009 | 15,6  | 46      | +24     |
|                        | Demokratická strana                         | 999 622   | 14,1  | 43      | +43     |
|                        | Československá sociální demokracie          | 855 538   | 12,1  | 37      | -1      |
|                        | Komunistická strana Slovenska               | 489 596   | 6,9   | 21      | +21     |
|                        | Strana svobody                              | 60 195    | 0,9   | 3       | +3      |
|                        | Strana práce                                | 50 079    | 0,7   | 2       | +2      |
|                        | Bílé lístky                                 | 32 177    | 0,5   | –       | –       |
| Celkem platných hlasů  | Celkem platných hlasů                       | 7 102 893 | 100   | 300     | ±0      |
| Voliči v seznamu/účast |                                             |           |       |         |         |
| Zdroj:                 |                                             |           |       |         |         |

| \| Podíl hlasů \| Podíl hlasů \| Podíl hlasů \| Podíl hlasů \| Podíl hlasů \| \| ----------- \| ----------- \| ----------- \| ----------- \| ----------- \| \| \| \| \| \| \| \| KSČ+KSS \| KSČ+KSS \| \| 37,9 % \| 37,9 % \| \| ČSNS \| ČSNS \| \| 18,3 % \| 18,3 % \| \| ČSL \| ČSL \| \| 15,6 % \| 15,6 % \| \| DS \| DS \| \| 14,1 % \| 14,1 % \| \| ČSSD \| ČSSD \| \| 12,1 % \| 12,1 % \| \| SS \| SS \| \| 0,9 % \| 0,9 % \| \| SP \| SP \| \| 0,7 % \| 0,7 % \| \| bílé lístky \| bílé lístky \| \| 0,5 % \| 0,5 % \| |             |  |        |        |
| Podíl hlasů |             |  |        |        |
| |             |  |        |        |
| KSČ+KSS | KSČ+KSS     |  | 37,9 % | 37,9 % |
| ČSNS | ČSNS        |  | 18,3 % | 18,3 % |
| ČSL | ČSL         |  | 15,6 % | 15,6 % |
| DS | DS          |  | 14,1 % | 14,1 % |
| ČSSD | ČSSD        |  | 12,1 % | 12,1 % |
| SS | SS          |  | 0,9 %  | 0,9 %  |
| SP | SP          |  | 0,7 %  | 0,7 %  |
| bílé lístky | bílé lístky |  | 0,5 %  | 0,5 %  |

### Výsledky podle zemí

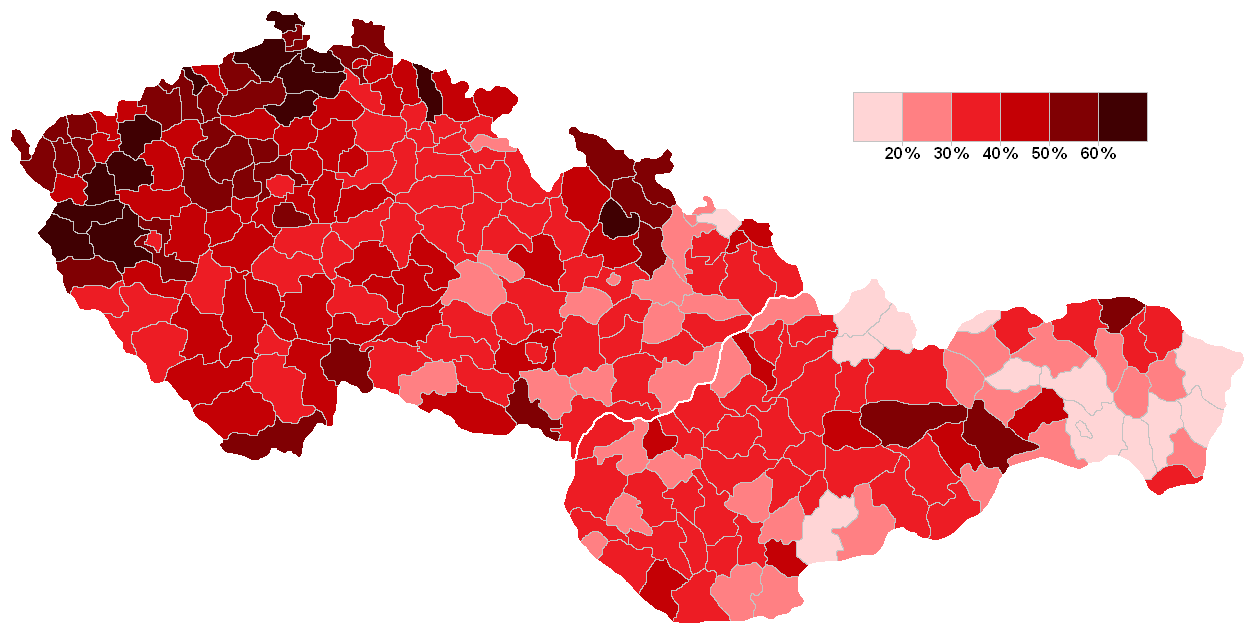
Výsledky KSČ a KSS podle okresů

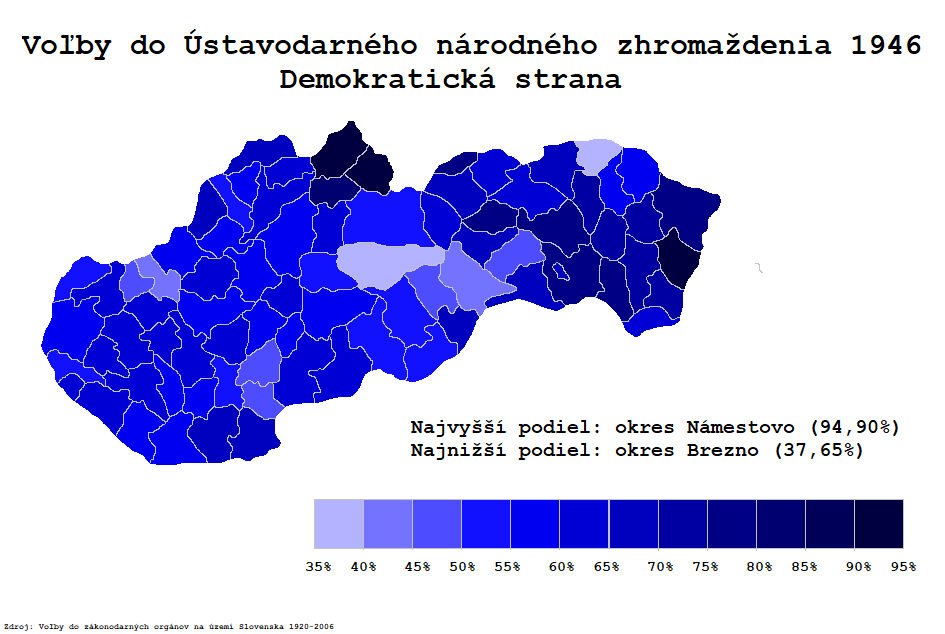
Výsledky DS podle okresů na Slovensku

| Země                 | KSČ        | ČSNS | ČSL  | DS   | ČSSD | SSl  | Bílé lístky |   |     |
| -------------------- | ---------- | ---- | ---- | ---- | ---- | ---- | ----------- | - | --- |
| Země                 | země Česká | 43,3 | 25,2 | 16,3 | -    | 15,0 | Bílé lístky | - | 0,3 |
| země Moravskoslezská | 34,5       | 20,6 | 27,6 | -    | 16,7 | -    | 0,4         |   |     |
| Slovensko            | 30,4       | -    | -    | 62,0 | 3,1  | 3,7  | 0,8         |   |     |
| Celkem               | 37,9       | 18,3 | 15,6 | 14,1 | 12,8 | 0,9  | 0,5         |   |     |
| Zdroj:               |            |      |      |      |      |      |             |   |     |

### Výsledky dle volebních krajů
| Volební kraj               | KSČ   | ČSNS | ČSL  | DS   | ČSSD | SSl  | Bílé lístky |   |     |
| -------------------------- | ----- | ---- | ---- | ---- | ---- | ---- | ----------- | - | --- |
| Volební kraj               | Praha | 36,0 | 33,3 | 15,9 | -    | 14,5 | Bílé lístky | - | 0,3 |
| Kladno                     | 53,6  | 23,0 | 8,6  | -    | 14,6 | -    | 0,2         |   |     |
| Mladá Boleslav             | 43,7  | 29,4 | 14,2 | -    | 12,4 | -    | 0,3         |   |     |
| Praha - venkov             | 47,0  | 24,7 | 13,6 | -    | 14,5 | -    | 0,2         |   |     |
| Plzeň                      | 44,8  | 22,1 | 14,1 | -    | 18,7 | -    | 0,3         |   |     |
| Karlovy Vary               | 52,3  | 23,1 | 7,3  | -    | 16,9 | -    | 0,5         |   |     |
| Ústí nad Labem             | 56,5  | 19,7 | 4,4  | -    | 19,1 | -    | 0,4         |   |     |
| Liberec                    | 48,3  | 25,2 | 10,6 | -    | 15,4 | -    | 0,4         |   |     |
| Hradec Králové             | 39,5  | 25,8 | 19,4 | -    | 14,9 | -    | 0,3         |   |     |
| Pardubice                  | 35,8  | 22,0 | 24,2 | -    | 17,8 | -    | 0,3         |   |     |
| Havlíčkův Brod             | 41,5  | 21,6 | 24,1 | -    | 12,5 | -    | 0,3         |   |     |
| Tábor                      | 39,8  | 22,8 | 27,3 | -    | 9,8  | -    | 0,3         |   |     |
| České Budějovice           | 42,1  | 21,2 | 24,4 | -    | 12,0 | -    | 0,3         |   |     |
| Jihlava                    | 38,6  | 17,1 | 32,0 | -    | 11,8 | -    | 0,4         |   |     |
| Brno                       | 33,8  | 24,7 | 26,8 | -    | 14,4 | -    | 0,3         |   |     |
| Olomouc                    | 32,4  | 21,0 | 27,8 | -    | 18,4 | -    | 0,3         |   |     |
| Zlín                       | 30,9  | 18,1 | 36,4 | -    | 14,3 | -    | 0,3         |   |     |
| Moravská Ostrava           | 37,9  | 19,7 | 19,9 | -    | 21,6 | -    | 0,8         |   |     |
| Opava                      | 33,1  | 19,8 | 26,5 | -    | 20,2 | -    | 0,4         |   |     |
| Bratislava                 | 30,2  | -    | -    | 60,2 | 4,6  | 3,9  | 1,1         |   |     |
| Trnava                     | 33,0  | -    | -    | 56,9 | 3,0  | 6,2  | 0,9         |   |     |
| Trenčín                    | 34,1  | -    | -    | 60,4 | 2,4  | 2,5  | 0,7         |   |     |
| Nitra                      | 29,0  | -    | -    | 58,8 | 2,7  | 8,8  | 0,7         |   |     |
| Žilina                     | 34,7  | -    | -    | 60,5 | 2,3  | 1,7  | 0,8         |   |     |
| Liptovský Mikuláš          | 27,1  | -    | -    | 68,2 | 2,4  | 1,3  | 0,7         |   |     |
| Banská Bystrica            | 39,3  | -    | -    | 52,7 | 3,7  | 3,6  | 0,7         |   |     |
| Košice                     | 18,7  | -    | -    | 72,3 | 4,5  | 3,6  | 0,8         |   |     |
| Trnava                     | 28,1  | -    | -    | 68,1 | 1,7  | 1,7  | 0,5         |   |     |
| Celkem                     | 37,9  | 18,3 | 15,6 | 14,1 | 12,8 | 0,9  | 0,5         |   |     |
| Zdroj: České zeměSlovensko |       |      |      |      |      |      |             |   |     |

## Dopady voleb
Výsledek voleb znamenal posílení Komunistické strany Československa. V čele vlády proto stanul komunista Klement Gottwald. Zachován byl ale systém Národní fronty a široké koalice stran. Komunisté měli v nové vládě devět zástupců (sedm českých a dva slovenské), národní socialisté, lidovci a slovenští demokraté po čtyřech, sociální demokraté tři a dva ministři byli bez stranické příslušnosti.
Volby rovněž určily složení dalších zákonodárných a samosprávných orgánů. Na základě jejich výsledků byly například provedeny změny ve složení Slovenské národní rady. Podle Nařízení Slovenské národní rady 91/1946 O obnovení Slovenskej národnej rady na podklade výsledku volieb do Ústavodarného národného shromaždenia měly politické strany předložit seznam kandidátů do SNR a těm se měl přidělit mandát v SNR poměrně podle výsledků celostátních voleb. Analogickým způsobem byly výsledky celostátních voleb aplikovány na přerozdělení mandátů v místních národních výborech. V českých zemích to znamenalo výrazný nástup KSČ do vedení místních a okresních výborů. V 37,5 % místních národních výborů získala KSČ nadpoloviční většinu mandátů a ze 163 předsedů okresních národních výborů jich nyní bylo 128 z KSČ.